# Hermés
Hermés (řecky Ἑρμῆς, v dórském dialektu Ἑρμᾶς – Hermás, u Homéra též Ἑρμέιας – Hermeiás) je starobylý řecký bůh pastvin, stád a obecně přírody a vegetativních sil, ochránce cest a hranic, původně snad i chtonické povahy. Jeho uctívání velmi pravděpodobně pochází ještě z prehistorické předmykénské doby a v různých podobách zůstávalo populárním až do konce starověku. Za dobu svého trvání prošlo komplikovaným, podle některých badatelů až ohromujícím vývojem, který zejména ve své rané fázi není doposud v úplnosti srozumitelný a je předmětem diskusí. V rozvinuté podobě svého kultu tak Hermés získal osobitý, „jedinečně komplexní“ charakter.
Hermovými charakteristickými znaky v mytologii jsou lstivost, rychlost, pohyblivost a nestoudnost – je ochráncem nejen pro stáda navracejícím majitelům zatoulané kusy, ale i pro jejich zloděje, pocestným nejen pomáhá neztratit se, ale za noci je ze správné cesty i svádí, a hranice nejen střeží, ale i překračuje. To platí i v přeneseném smyslu, takže lze obecně říci, že „operuje vně ustanovených hranic zvyků a zákona.“ Svým překračováním hranic Hermés boří tabu a tím navozuje novou situaci a příležitosti či nově definovaný řád. Má tedy ambivalentní a současně šibalskou povahu; na rozdíl od ostatních mytologických šibalských postav ovšem není reprezentantem chaosu a neuspořádanosti a vždy zůstává nositelem božských kvalit, které pouhé šibalství transcendují. I pochybné činy provádí s charakteristickou vynalézavostí a určitou ladností a důvtipem. Je bohem reprezentujícím samotný nepřetržitý tok života v jeho plynutí a proměnlivosti, s jeho záhadami, nepředvídatelnými okolnosti, náhodami, ale i nehodami, „základní aspekty živoucí reality“, které se – bez ohledu na morální hledisko – „znovu a znovu vynořují v těch nejrozmanitějších formách a které zahrnují ztráty i zisky, darebáctví i laskavost.“
Toto archaické pojetí je později zatlačováno do pozadí a ačkoli nikdy nebylo zcela eliminováno, počínaje homérskou dobou v nově se ustavujícím systému olympské hierarchie Hermés už vystupuje více jako posel bohů, především svého otce Dia, jehož rozhodnutí oznamuje a provádí, takže je prostředníkem mezi bohy navzájem i mezi bohy a lidmi. Vždy se nachází a působí mezi různými světy; specifickým projevem této jeho funkce je, že jako psýchopompos odvádí zemřelé ze světa živých do podsvětí. Odtud se stává bohem všech dovedností, které s rolí zprostředkovatele souvisí, tedy zejména výmluvnosti a přesvědčivého užívání řeči, vynalézavosti, myšlení a nakonec intelektuální aktivity vůbec, ale také např. chlapecké výchovy a tudíž i řeckých gymnasií a zápasnické zdatnosti, a bohem veřejného prostoru a tam prováděné činnosti, zejména obchodu a z něj plynoucího zisku. Je bohem sociálního kontaktu a komunikace, který na jedné straně pomocí lsti nebo klamu, ale na straně druhé i prostřednictvím porozumění, pochopení nebo nové interpretace, vždy podle okamžitých okolností, nachází účinné řešení i jinak bezvýchodných či patových situací. V této podobě je jedním z dvanácti Olympanů, z nichž je lidem nakloněn nejpříznivěji, a patří mezi nejpopulárnější řecké bohy vůbec, i když více než v oficiálním kultu je jeho uctívání rozšířeno v lidovém náboženství; nezdá se, že by s výjimkou Arkádie, kde vznikl, jeho kult zapustil hlubší kořeny. Někdy je dáván do souvislosti – podle řady badatelů však ne příliš přesvědčivě – s mystérii Kabeirů na Samothraké.
Rozličnost jeho funkcí již ve starověku ojediněle vedla k tomu, že mohlo být rozlišováno několik Hermů, tedy odlišných bohů stejného jména. Ovšem všechny tyto různorodé oblasti Hermovy působnosti, třebaže se některé mohou zdát vůči předhomérskému pojetí až překvapivé, ve skutečnosti nejsou nové – jsou jen rozvinutím stále týchž hermovských kvalit, tedy vnějškovitosti, otevřenosti, pohybu, přechodu, změn stavu a styku cizorodých prvků. Hermés a jeho působení totiž nejsou charakterizováni ani tak jednotlivými sférami činnosti či jejich souhrnem, ale především zcela specifickým a tomuto bohu vlastním způsobem, jímž vše provádí bez ohledu na to, čeho se to dotýká.
V římské tradici byl Hermés ztotožněn s numinem zisku Mercuriem, pod helénistickým vlivem i s jinými bohy. Obzvláště vlivnou se od pozdního starověku až do konce novověku stala postava Herma Trismegista vzniklá spojením s egyptským Thovtem, která však s vlastní podobou Herma jako antického boha souvisí jen velmi volně.
Jako pastýřský bůh je zobrazován v podobě zralého až postaršího vousatého muže s venkovským kloboukem, často ithyfalicky. Tuto podobu si udržuje přibližně do 5. století př. n. l. – objevuje se tak zejména na hermách a na výjevech vázového malířství. S proměnou v posla bohů v následujících staletích nabývá podobu mladistvou až jinošsky půvabnou s atletickými rysy – patrně nejznámějším příkladem tohoto pojetí je tzv. Hermés Ludovisi či Hermés s dítětem Dionýsem pokládaný za dílo Práxitela. Jeho atributy spolu s kloboukem jsou hůl a zlaté okřídlené sandály.
Z religionistického hlediska je Hermés pro starověké Řecko jedním z jeho kulturních hrdinů. Pro jungiánskou psychologii zosobňuje jeden z mužských archetypů. Až do současnosti jsou postava Herma a s ní spojené atributy na Západě obecně srozumitelnými symboly používanými v různých sférách včetně populární kultury.

## Původ
Hermův kult je velmi starobylý a současně už na samém počátku své historické evidence mnohovrstevnatý, což přesvědčivé určení jeho původu činí nesnadným. Velmi pravděpodobně je předřecký, ale jeho raná podoba zůstává nejasná. Dřívější badatelé například poukazovali na analogie Herma s blízkovýchodními bohy a přisuzovali mu staroorientální původ. Jiní jej různými způsoby přiřazují k protoindoevropskému kulturnímu okruhu, nejčastěji poukazy na podobnost s védským bohem Púšanou, s nímž má být zprostředkovaně, a tím i etymologicky, spojen přes údajně původnější postavu boha Pana. Žádné z navržených spojení s protoindoevropským jazykovým prostředím ovšem není pokládáno za spolehlivé. Obdobná nejednoznačnost panuje ohledně prapůvodní Hermovy funkce; vedle jeho nejčastější identifikace jako boha hranic v doslovném i přeneseném smyslu slova se objevují i méně přijímané či ojedinělé interpretace, například že může být pradávným bohem ohně nebo větru.

### Společník bohyně

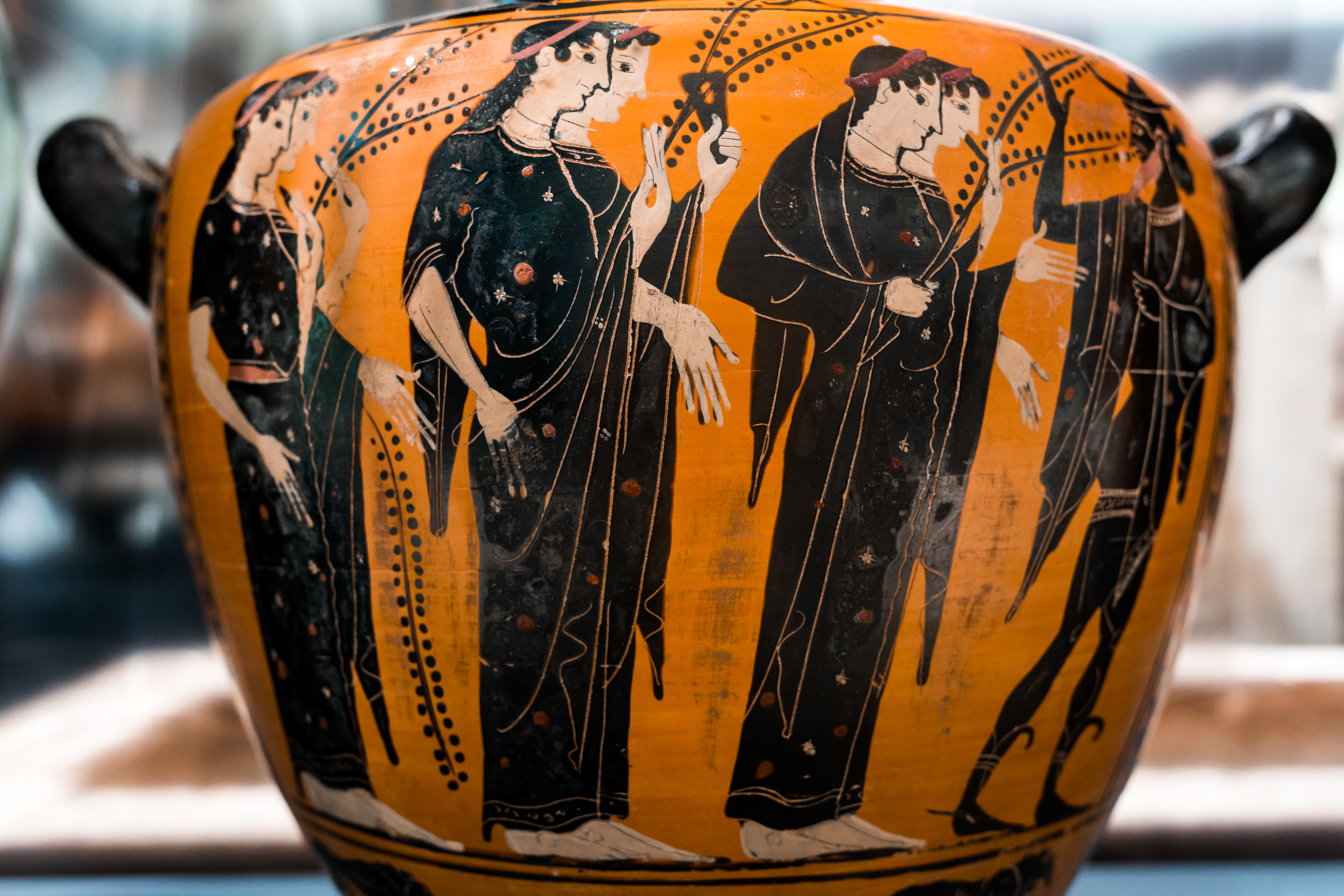
Hermés v čele průvodu nymf. Attická hydria černofigurového stylu, cca 530-520 př. n. l. Ashmoleovo muzeum, Oxford

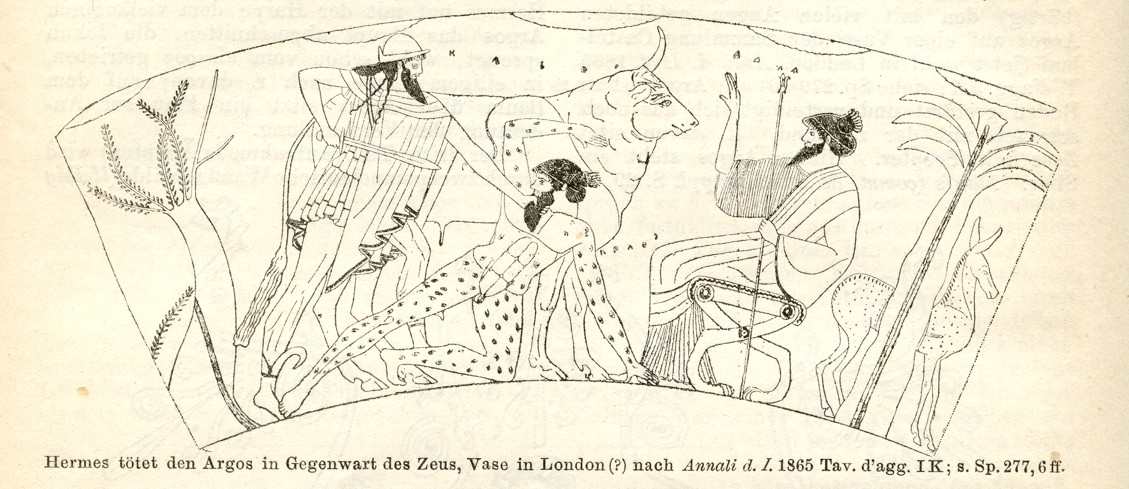
Hermés pod dohledem Dia zabíjí Arga, aby osvobodil Íó Hérou proměněnou v krávu. Věčná bdělost giganta je vyjádřena množstvím očí rozesetých po jeho celém těle. Kresba podle athénské keramiky červenofigurového stylu, 5. století př. n. l. Uměleckohistorické muzeum, Vídeň

Dnes se má většinově za jisté, že Hermés je původním bohem prehistorických obyvatel Řecka a že jeho kult vznikl v Kyllénských horách v Arkádii, dokonce snad přímo v tamní jeho posvátné jeskyni, v níž se podle v historické době nejrozšířenejší verze mýtu narodil; snad tedy byl původně obávaným mocným jeskynním, resp. podzemním duchem. Co představoval pro předřecké či raně řecké obyvatelstvo ovšem nelze určit s jistotou a lze o tom jen spekulovat na základě přeživších dokladů.
V jejich světle se ukazuje jako jeden z představitelů mínojsko-mykénského typu božského dítěte a současně mladistvého chtonického mužského boha, společníka a protipól pradávné ženské bohyně, jejímž byl tajným milencem a současně synem ve své povaze falického boha: porodila jej, zvolila si ho za partnera a znovu jej porodila. V tomto archaickém pojetí předcházejícím mnohem pozdějšímu olympskému náboženství Hermés zosobňuje ryzí maskulinní princip probuzený k existenci prvotní panenskou bohyní, vyzývavou a žádostivou. Jejich spojení nemá nic společného s plodností, ale vyjadřuje primitivní, téměř vulgární erotismus: sotva se Hermés objeví, pouhým pohledem na ni se vzruší a zatímco ona je pro něj stěží čímkoli víc než pouhou příležitostí, on je pro ni neosobní maskulinitou, téměř hračkou. Jsou v něm obsaženy naléhavá přesvědčivost a napětí plné očekávání, tedy znaky charakteristické pro sexuální svádění. Ozvěnou těchto dávných představ spojených s Hermem může v historické době být průhledná sexuální symbolika v jemu věnovaném homérském hymnu, například když nestydatě zpívá píseň o svém zplození nebo když jako vynálezce techniky ovládnutí ohně jej poprvé rozdělá rychlými pohyby vavřínového tvrdého klůcku v měkčím dřevě, v mýtech přítomné vyprávění o jeho častých vztazích s nymfami, s nimiž se podobně jako silénoi v hlubokých jeskyních oddává milostným hrám, či náznaky jakési „řecké tantry“ v jeho kultu.
V archaických představách ovšem sexuální svádění není pouhou eroticky zaměřenou komunikací, ale v prvé řadě projevem magických schopností: spočívá ve znalosti kouzelných slov či jiných prostředků nadaných mocí kohokoli a cokoli ovládnout, jejichž správným užitím, zpravidla v tajnosti či šeptem, je dosaženo požadovaného cíle. To vyjadřuje přízvisko Našeptávač, které Hermés příznačně sdílí s Afrodítou a Erótem a ve kterém se propojují ovládání milostných kouzel, svádění a výmluvná přesvědčivost s nejednoznačností, záludností a klamavostí.
Hermés jako prvotní svůdce touto dovedností disponuje ze své podstaty, a to nejen v milostné sféře. Neznamená to,  že by měl být nutně pokládán  přímo za boha magie, ale rozhodně je bohem mistrné mluvy, mimořádných znalostí, podivuhodných kouzel a nenadálých jevů, jimiž dokáže omámit, ohromit či spoutat mysl bohů i lidí a působit tak na jejich vůli a jednání, často v rozporu s jejich vlastním záměrem nebo zájmem. Takto například zpěvem a líbeznou hrou na lyru v původně rozhněvaném Apollónovi vzbudil nezvladatelnou touhu lyru získat, takže ten Hermovi nabídl své přátelství. Podobně mámivými slovy či hudbou uspal do té doby věčně bdícího giganta Arga, aby jej zabil a osvobodil Íó.  V této roli také na Diův pokyn při stvoření Pandóry jí spolu se schopností mluvit „do prsou… mysl psí a… slova lichotivá a lži a povahu lstivou… vložil;“ jimi byl Epimétheus i přes předchozí Prométheovo varování oklamán, Hermem přivedenou Pandóru přijal za manželku a do světa lidí tak vstoupila všechna neštěstí jako božský trest za jejich zpupnost.

### Bůh hranic

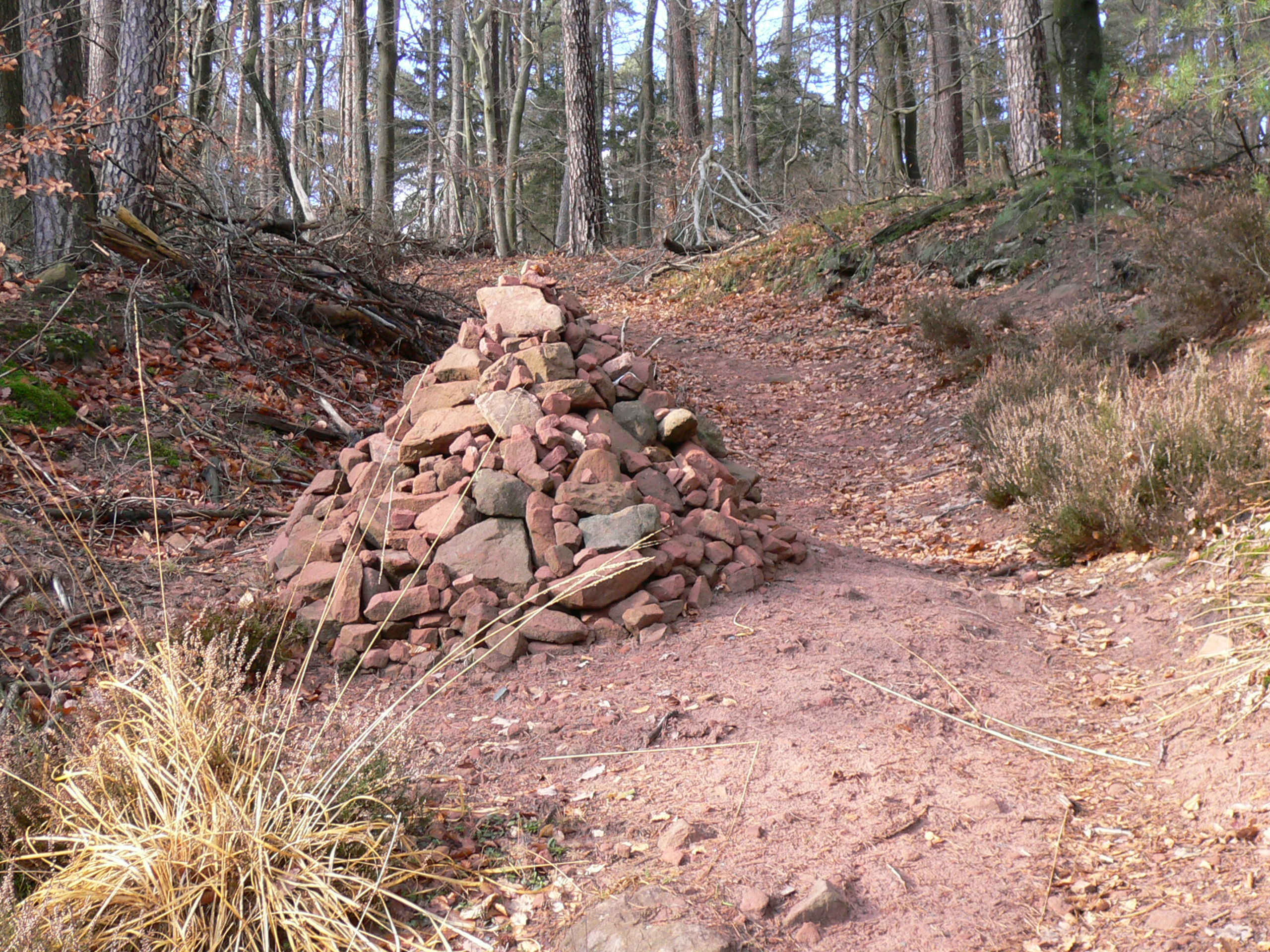
Moderní kamenná mohyla podél neznačené cesty ve Falckém lese ve spolkové zemi Porýní-Falc, Německo. Ilustrační foto

V nejstarším řeckém prostředí se Hermés objevuje již v záznamech v lineárním písmu B z Knóssu, Théb a Pylu, kde je jeho jméno uváděno ve tvarech E-ma-a nebo E-re-ma-sio; není jisté, zda jsou indoevropského nebo jiného původu. Je vždy uváděn jako objekt uctívání společně s ženskými bohyněmi, a to v jejich svatyních, přičemž se zdá, že vlastní nemá. To koresponduje s faktem, že i v pozdějších dobách byl s nejrůznějšími bohyněmi často kulticky i jinak spojován, v klasické době například s Hestií, a že jeho samostatné chrámy byly spíše výjimečné. Skutečnost, že je Hermés doložen na ostrovní Krétě, na Peloponésu i na řecké pevnině, a to v obdobném kontextu, by mohla naznačovat, že jeho kult byl nejpozději v závěru mykénské doby všeobecně rozšířen. Pravděpodobná neexistence samostatných svatyní Herma nejspíše dokládá, že jeho vlastní posvátná místa měla zcela specifický charakter vyjadřující jeho povahu boha hranic: spojují jej se silou, která je přítomna v hromadách kamenů pojmenovávaných ἑρματα – hermata nebo ἑρμακις – hermakis navršovaných ještě v předřeckých dobách na důležitých místech jako jsou hranice či křižovatky pustinou vedoucích nijak neznačených cest, kolem nichž se mimo osídlené území nacházely a byly označeny i hroby. Tato síla je strážcem daného místa a mstí zde případně spáchané nepravosti; proto každý, kdo projde kolem, už jen z pouhého zvyku přidá na hromadu další kámen nebo zanechá obětinu, čímž oznámí svou přítomnost a zajistí si bezpečný průchod. Naopak znovunalezení orientace při zbloudění z cesty nebo nečekaná příležitost chudého či hladového přisvojit si předešlými poutníky zanechané obětiny jsou projevy přízně této síly. Součástí hromad mohl být i na jejich vrcholku vztyčený falický kámen nebo sloup, snad v apotropaickém významu, snad ve významu zdroje života. Ten je tak nejspíše prvotní podobou mocné síly daného místa a tedy Herma, do nějž byla následně personifikována.
Hromady kamenů představovaly elementární formu vymezení a v běžném životě vyznačovaly hranice pozemků či území, například dosah vlastnického práva, takže sloup na vrcholu mohl být chápán jako archaický reálný či symbolický hraniční kámen. Hermés na hromadě kamenů tak snad „vztyčeným falem dává najevo svou plodivou sílu a zároveň vyznačuje území své moci“. Pozdním dokladem obecné srozumitelnosti souvislosti Herma, sloupů a kamenných hromad je např. jedna z Babriových bajek, jejímž námětem je, že „kdes na cestě stál Hermés, socha čtverhranná, a pod ním kamení.“ Převažujícím míněním badatelů donedávna bylo, že uvedená souvislost je nejen věcná, ale i etymologická, třebaže nelze s jistotou říci, zda Hermovo jméno je odvozeno od označení užívaného pro tyto posvátné objekty nebo naopak. Dnes se však prosazují i zcela odlišné názory, které jazykové odvození vylučují, když podle nich nelze Hermovo jméno se slovem pro označování kamenných hromad vůbec spojovat. „Jeho mykénská podoba napovídá, že jde o neanalyzovatelné předřecké jméno“ náležející „k předřecké vrstvě jazyka a víry“. Podle dalšího z názorů Hermovo jméno může souviset s označením užívaným v homérské řečtině pro pilíře či podpěrné sloupy, jimiž byly před povalením se na bok zajišťovány lodě vytažené na souš. Bez ohledu na pochybnosti o etymologii a i když vlastní význam navršování hromad kamenů není doposud jasný, lze mít nicméně za jisté, že celkový kontext odkazuje na Hermovu roli boha hranic.

### Falický bůh

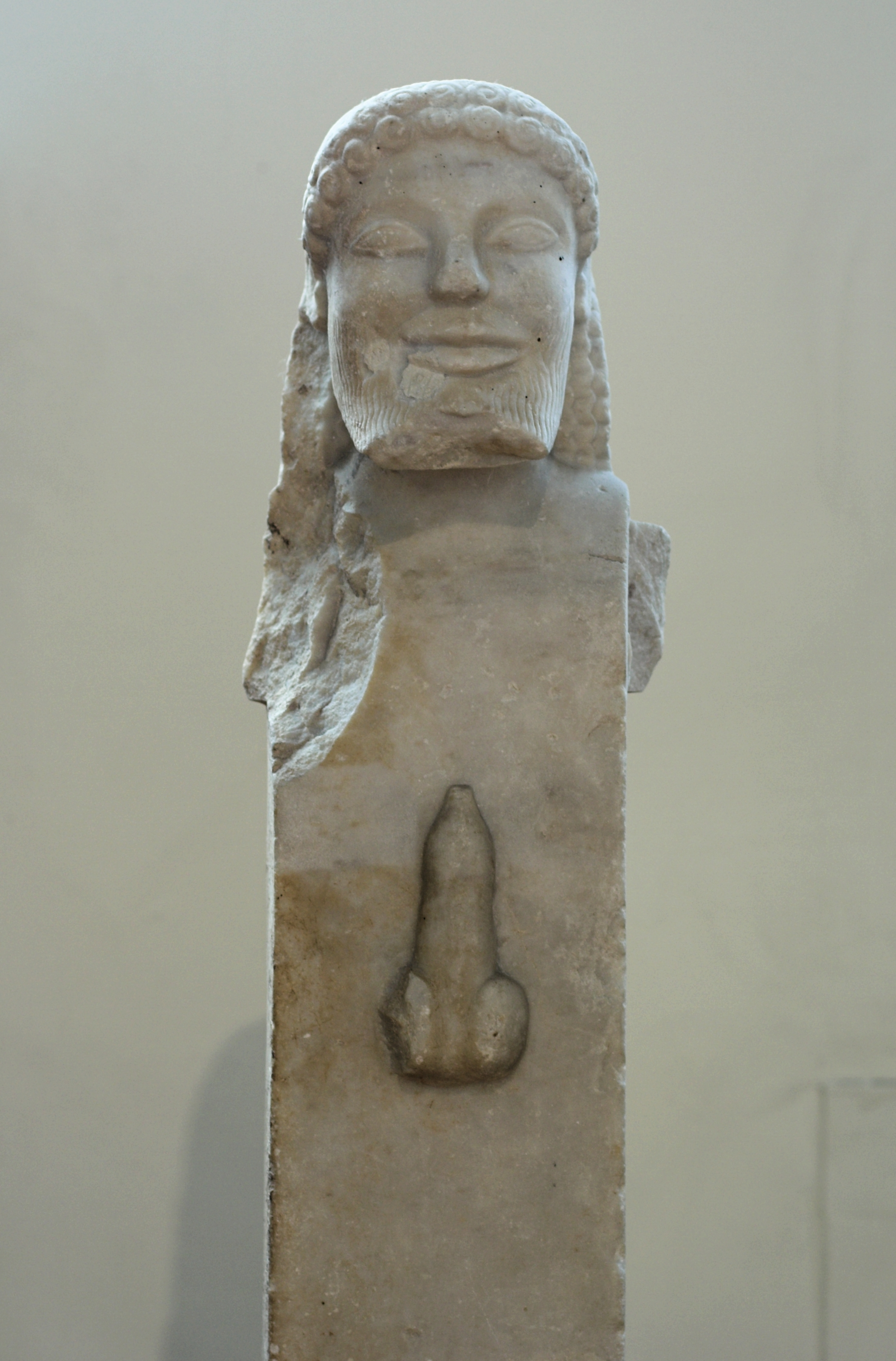
Herma z ostrova Sifnos s archaickým úsměvem typickým pro dobové umění. Mramor, cca 520 př. n. l. Národní archeologické muzeum v Athénách

Dřívější badatelé pokládali za samozřejmé, že vedle kamenných hromad byl dalším Hermovým archaickým symbolem vztyčený velký falus vyznačující jeho přítomnost. V současné době je ovšem v souvislosti s Hermem tato tvrzená starobylost zpochybňována, když v jeho ikonografii není ithyfalické zobrazování spolehlivě doloženo před koncem 6. století př. n. l. Teprve v této době se objevuje poprvé prokazatelně v podobě herm – čtyřhranných sloupů s hlavou boha a s falem – umísťovaných na zvláště posvátných místech. Ani v jejich případě nešlo o pouhé civilní předměty, protože byly pokládány za zpodobnění Herma; Řekové o nich mluvili nikoli jako o „hermě“, ale jako o Hermovi, tedy jako o bohu samotném, a podle svědectví výjevů vázového malířství byly objektem náboženské úcty. Hérodotos se o Hermově ithyfalické podobě zmiňuje způsobem, z nějž je zřejmé, že je u Řeků obvyklá, přičemž uvádí, že z nich ji od Pelasgů převzali Athéňané, pro něž se v podobě herm stala charakteristickou, a ještě Pausaniás připomíná starobylou tradici vztyčování Hermových dřevěných falických sloupů v Kyllénských horách v Arkádii. Podle další z jeho zpráv „v Kylléně… socha Herma, kterou zde náramně uctívají, má podobu vztyčeného mužského údu na podstavci.“

## Epiteta
Agoraios (Αγοραιος)
Akakésios (Ἀκακήσιος)
Argeifontés (Ἀργειφόντης)
Atlantiadés (Ατλαντιάδης)
Diaktoros (Διακτορος)
Dolios (Δολιος)
Eriounés (Εριουνης)
Krioforos (Κριοφόρος)
Kyllénios (Κυλλήνιος)
Logios (Λόγιος)
Maiados huios (Μαιαδος Ὑιος)
Chthonios (Χθόνιος)
Chrysorrapis (Χρυσόρραπις)
Psychopompos (Ψυχοπομπός)

## Mýty

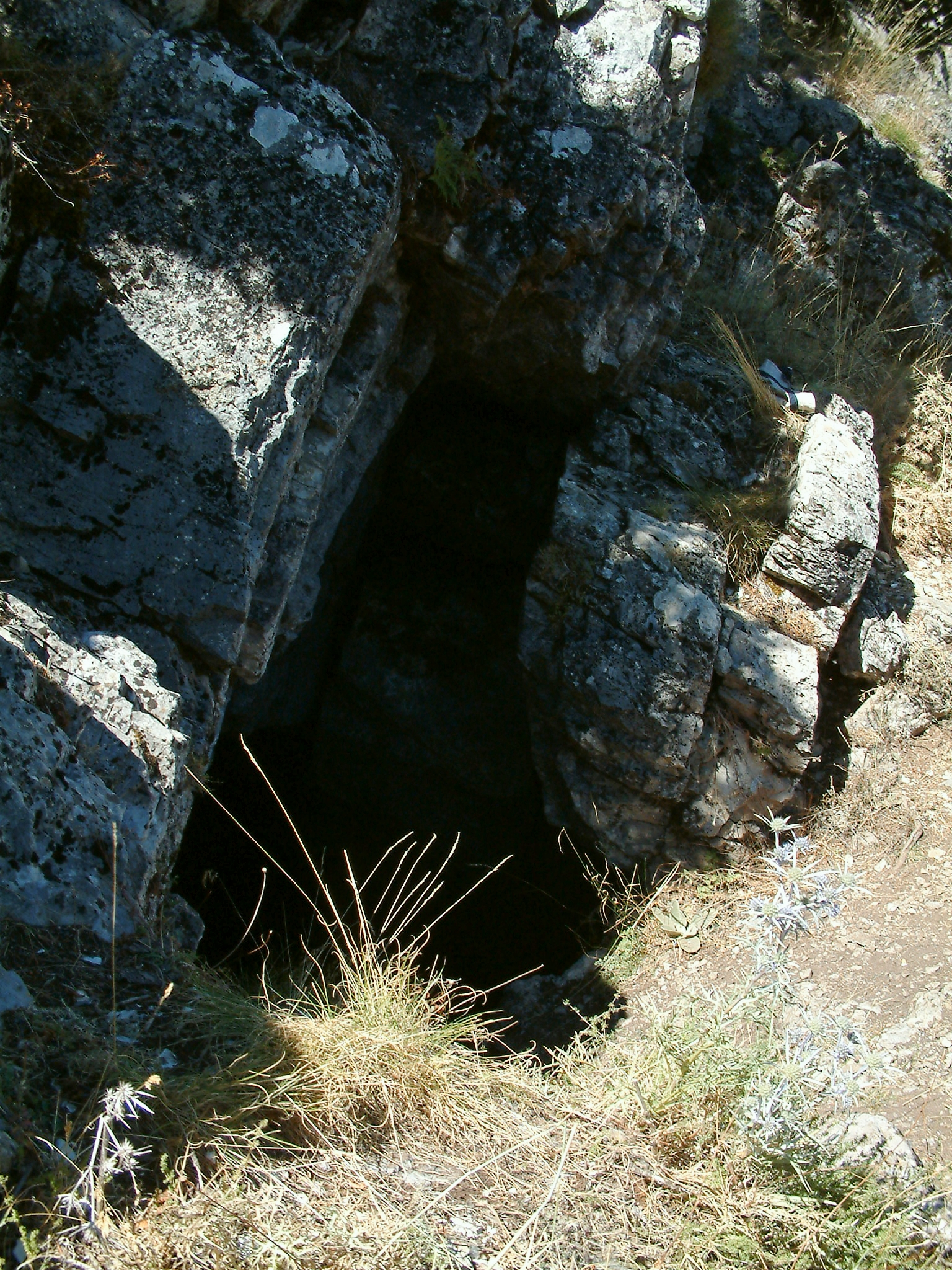
Vstup do jeskyně ve svahu hory Chelydoré v Kyllénských horách, místa Hermova narození; stav v roce 2004

Syn Dia a Maii se narodil na hoře Kylléné v Arkádii. Je ochráncem cest a poutníků, ale i zlodějíčků, bohem obchodu, lsti a podvodu a v neposlední řadě poslem bohů. Nikdo jej nemůže předčit v chytrosti, bystrosti a dokonce ani v krádeži.
Jakmile se Hermés narodil, ihned si vymyslel svůj první podařený kousek. Tiše se vykradl z plenek, aby jeho matka nic nepoznala, a vydal se do Pierie, kde tou dobou pásl Apollón stádo krav. Ukradl rychle z Apollónova stáda 15 krav a na nohy jim přivázal rákos a větve, aby za sebou zametl stopy. Když již pozdě k večeru hnal stádo přes Boiótii, potkal starce, který pracoval na své vinici. Slíbil mu jednu z krav, když nikomu neřekne, že tudy stádo hnal. Stařec horlivě souhlasil a slíbil, že bude mlčet. Hermés šel tedy dále, když vtom ho napadlo, že by mohl starce vyzkoušet. Změnil svou podobu, vrátil se k němu a vyptával se na stádo krav. Nabízel mu býka a krávu, pokud stařec poví vše, co ví. Stařec se dlouho rozmýšlel, ale nakonec zvítězila chamtivost nad čestností (jak už tomu ostatně bývá) a stařec vše vyzradil. Hermés se na starce strašně rozhněval, že porušil slib, a proměnil ho v němou skálu, aby již navěky mlčel.
Pak konečně přihnal krávy až do Pýlu. Zde obětoval dvě krávy bohům a zbytek zavedl pozpátku do jeskyně, aby stopy nevedly dovnitř, ale ven. Pak se vrátil do své kolébky a zabalil se do plenek. V té době již Apollón hledal své krávy. Věštecký pták ho zavedl až do Pýlu, ale do jeskyně se Apollón nepodíval, vždyť stopy vedly ven. Konečně přišel až k jeskyni, kde Hermés ležel ve své kolíbce, a ihned ho začal kárat za krádež krav a požadoval jejich vrácení. Hrozil, důmyslně vyslýchal, ale proti Hermově chytrosti nezmohl nic. Nakonec Herma donutil, aby s ním šel před samotného Dia, který měl jejich spor rozřešit. Zeus Hermovi nařídil, aby ukradené krávy vrátil, a proti rozsudku Dia nic nezmohl ani Hermés. Vrátil se tedy s Apollónem nejdříve do své jeskyně, odkud si vzal zpod polštáře svou lyru, kterou si před nedávnem vyrobil z želvího krunýře a tří větévek, a posléze zavedl Apollóna k oné jeskyni, kde byly krávy ukryty. Zatímco je Apollón vyváděl, Hermés začal hrát na svou lyru tak krásně, že tím zaujal i Apollóna. Apollón se s ním nakonec dohodl, že mu nechá krávy, když mu na oplátku dá svou lyru. Hermés souhlasil, a aby se zabavil, až bude pást krávy, vyrobil si pastýřskou píšťalu. Apollón s ním opět udělal obchod a za píšťalu mu dal svou zlatou pastýřskou hůl, s níž naháněl stádo, a navrch ho poslal za svými chůvami Thriemi, které ho naučily věštit z oblázků. Hermés se pak stal bohem všech pasáků krav a ovcí.
Zeus, když se o všem dozvěděl, poznal, že jeho syn je velmi bystrý, a tak z něho udělal posla všech bohů, ochránce cest a boha obchodu. Dal mu poté jako dar berlu caduceus s bílými stužkami jako odznak pro posla, kterou musí každý respektovat, dále kulatý klobouk petasos proti dešti a okřídlené zlaté sandály, jež ho nosily rychlostí větru.
Hermés vynalezl pěstní zápas, astronomii, tónovou stupnici a mnoho dalších věcí. Uctívá ho poutník i řečník, kupec i atlet a dokonce i zloději.

## Synkretismus
Ze spojení s egyptským bohem Anupem vznikla v antickém synkretismu postava Hermanúbida. Z egyptské mytologie je pak především ztotožňován s bohem Thovtem, který později dostal (řecké) označení Hermes Trismegistos. Toto dělení však není jednoznačné,[zdroj?] v důsledku různých výkladů dochází často k překrývání jednotlivých božstev a k používání různých jmen pro každého z nich.[zdroj?] Je spojován s archandělem Rafaelem.[zdroj?]